# Насер Зибери
Насер Зибери (на албански: Naser Ziberi; на македонска литературна норма: Насер Зибери) е политик от Северна Македония.

## Биография
Роден е през 1961 година в скопското село Ласкарци. Завършва Юридически факултет. Работи известно време като журналист във вестник „Флака е влазеримит“ в столицата Скопие. От 1994 до 1998 е вицепремиер на Република Македония. Народен представител е между 1998 и 2002 година.